# ヨルダン・カップ
ヨルダン・カップ (アラビア語: كأس الأردن、英語: Jordan Cup) は、ヨルダンサッカー協会 (JFA) が主催するヨルダン国内のサッカーカップ戦である。

## 概要
ヨルダン・カップは1980年に設立された。決勝戦以外はホーム・アンド・アウェー方式で行われ、決勝戦のみ中立地の1試合制で行われる。ヨルダンFAカップの勝者は翌年度のAFCチャンピオンズリーグ2の出場権を獲得する。

## 過去の成績
過去の優勝クラブの一覧。
| シーズン | 優勝                         | スコア       | 準優勝                       |
| -------- | ---------------------------- | ------------ | ---------------------------- |
| 1980     | アル・ファイサリー           | 3-1          | アル・バカア                 |
| 1981     | アル・ファイサリー           | 1-0          | アル・ラムサSC               |
| 1982     | アル・ワフダート             | 1-0          | アル・ラムサSC               |
| 1983     | アル・ファイサリー           | 2-0          | アル・ラムサSC               |
| 1984     | アル・ジャジーラ             | 1-0          | アル・アハリ                 |
| 1985     | アル・ワフダート             | 1-1 (4-3 pk) | アル・ファイサリー           |
| 1986     | アル・アラビー・ヨルダン     | 1-0          | アル・ジャジーラ             |
| 1987     | アル・ファイサリー           | 2-1          | アル・フセイン・イルビド     |
| 1988     | アル・デッファティーン       | 2-0          | アル・ファイサリー           |
| 1989     | アル・ファイサリー           | 2-1          | アル・ラムサSC               |
| 1990-91  | アル・ラムサSC               | 2-1          | アル・フセイン・イルビド     |
| 1991-92  | アル・ラムサSC               | 1-0          | アル・ワフダート             |
| 1992     | アル・ファイサリー           |              | アル・ワフダート             |
| 1993     | アル・ファイサリー           | 3-1          | アル・ラムサSC               |
| 1993-94  | アル・ファイサリー           | 3-0          | アル・ラムサSC               |
| 1994-95  | アル・ファイサリー           | 4-0          | アル・ラムサSC               |
| 1996     | アル・ワフダート             | 0-0 (3-1 pk) | アル・ラムサSC               |
| 1997     | アル・ワフダート             | 2-1          | アル・ラムサSC               |
| 1998     | アル・ファイサリー           | 2-1          | アル・ワフダート             |
| 1999     | アル・ファイサリー           | 0-0 (5-4 pk) | アル・ワフダート             |
| 2000     | アル・ワフダート             | 2-0          | アル・ファイサリー           |
| 2001     | アル・ファイサリー           | 2-0          | アル・フセイン・イルビド     |
| 2002     | アル・ファイサリー           | 2-0          | アル・フセイン・イルビド     |
| 2004     | アル・ファイサリー           | 3-1          | アル・フセイン・イルビド     |
| 2005     | アル・ファイサリー           | 3-0          | シャバーブ・アル・オルドゥン |
| 2005-06  | シャバーブ・アル・オルドゥン | 2-1          | アル・ファイサリー           |
| 2006-07  | シャバーブ・アル・オルドゥン | 2-0          | アル・ファイサリー           |
| 2007-08  | アル・ファイサリー           | 2-1          | シャバーブ・アル・オルドゥン |
| 2008-09  | アル・ワフダート             | 3-1          | シャバーブ・アル・オルドゥン |
| 2009-10  | アル・ワフダート             | 1-0          | アル・アラビ・ヨルダン       |
| 2010-11  | アル・ワフダート             | 3-1          | マンシーヤ・バニー・ハサン   |
| 2011-12  | アル・ファイサリー           | 1-0          | マンシーヤ・バニー・ハサン   |
| 2012-13  | ザート・ラース               | 2-1          | アル・ラムサSC               |
| 2013-14  | アル・ワフダート             | 2-0          | アル・バカア                 |
| 2014-15  | アル・ファイサリー           | 2-1          | ザート・ラース               |
| 2015-16  | アル・アハリ・クラブ         | 1-0          | シャバーブ・アル・オルドゥン |
| 2016-17  | アル・ファイサリー           | 1-1 (4-2 pk) | アル・ジャジーラ             |
| 2017-18  | アル・ジャジーラ             | 2-0          | シャバーブ・アル・オルドゥン |
| 2018-19  | アル・ファイサリー           | 2-0          | アル・ラムサSC               |
| 2019-20  | 中止                         | 中止         | 中止                         |
| 2021     | アル・ファイサリー           | 1-0          | アル・サルト                 |
| 2022     | アル・ワフダート             | 1-0          | シャバブ・アル・アカバ       |

## 優勝回数
| クラブ                       | 優勝回数 |
| ---------------------------- | -------- |
| アル・ファイサリー・アンマン | 21       |
| アル・ワフダート             | 11       |
| アル・ラムサSC               | 2        |
| シャバーブ・アル・オルドゥン | 2        |
| アル・ジャジーラ・アンマン   | 2        |
| アル・アラビ・ヨルダン       | 1        |
| ザート・ラース・クラブ       | 1        |
| アル・アハリ・クラブ         | 1        |